# Ophiothrix virgata
Ophiothrix virgata är en ormstjärneart som beskrevs av George Richard Lyman 1861. Ophiothrix virgata ingår i släktet Ophiothrix och familjen Ophiothrichidae. Inga underarter finns listade i Catalogue of Life.